# 日本理科美術協会
一般社団法人日本理科美術協会（にほんりかびじゅつきょうかい）は、日本の科学資料画家、図鑑イラストレーターの団体である。研究と資料に基づく精密な絵、イラストを製作する技量をもった理科系画家が、日本出版美術家連盟から分離する形で結成した。略称は「理科美（りかび）」。
1958年6月に、牧野四子吉、小林勇、立石鉄臣、白尾三男ら32人の画家が東京・神田駿河台の雑誌会館に集まり結成。1958年7月12日に日本理科美術協会の名で正式創立。会員67名だった。

## 年譜
- 1959年6月23日～28日　第1回理科美術展、会場・池袋三越、後援・朝日新聞社。
- 1960年11月　第2回理科美術展。会場・池袋三越。会員数77名になる。
- 1961年10月  第3理科美術展。会場・池袋三越。
- 1988年　日本理科美術協会30周年。
- 1998年　日本理科美術協会40周年。
- 2005年10月　第11回理科美術展。会場・山脇ギャラリー。
- 2007年10月　第12回理科美術展。会場・山脇ギャラリー。
- 2010年10月　第13回理科美術展。会場・山脇ギャラリー。